# Renate Götzendorfer
Renate Götzendorfer (1971) è un'ex sciatrice alpina austriaca.

## Biografia
Specialista delle prove tecniche, la Götzendorfer vinse la medaglia d'argento nella combinata ai Campionati austriaci 1990 e in seguito gareggiò prevalentemente negli Stati Uniti: prese per l'ultima volta il via in Nor-Am Cup il 1º dicembre 1997 a Winter Park/Breckenridge in slalom gigante, senza completare la prova, e la sua ultima gara fu uno slalom speciale universitario disputato il 7 febbraio 1998 a Santa Fe. Non ottenne piazzamenti in Coppa del Mondo né prese parte a rassegne olimpiche o iridate.

## Palmarès

### Campionati austriaci
- 1 medaglia[1]:
  - 1 argento (combinata nel 1990)